# WinFS
WinFS – nakładka na system plików NTFS, która miała ukazać się w trzecim kwartale 2007 roku jako bezpłatny dodatek do systemów Windows XP, Windows Server 2003 oraz Windows Vista.
W czerwcu 2006 Microsoft ogłosił, że WinFS nie będzie częścią systemu Windows, ale niektóre elementy tej technologii zostaną użyte w nowych wersjach programów SQL Server i ADO.NET.

## Charakterystyka
Pierwotnie WinFS miał stanowić jedną z kilku rewolucyjnych zmian w systemie Windows Vista. Miał opierać się na języku XML oraz relacyjnej bazie danych Microsoft SQL. Z punktu widzenia użytkownika, zmienić się miał całkowicie sposób zarządzania plikami. Zniknąć miało praktycznie pojęcie folderu, a przypominać miał raczej bazę danych. Dane aplikacji (np. wiadomości e-mail) miały nie być widoczne w Eksploratorze Windows.